# Acadèmia platònica
|  | «Escola d'Atenes» redirigeix aquí. Vegeu-ne altres significats a «L'Escola d'Atenes». |

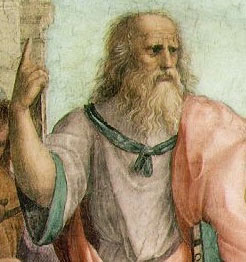
Plató, segons Rafael, fragment de L'escola d'Atenes

L'Acadèmia (en grec: Ἀκαδημία) també citada com Escola d'Atenes fou una institució científica i pedagògica fundada per Plató (428/427 aC – 348/347 aC) cap a l'any 387 aC als afores d'Atenes.
Estava consagrada al déu Apol·lo i a les muses, i dedicada al conreu de les matemàtiques i la dialèctica, en oposició a l'escola retòrica d'Isòcrates d'Atenes, fundada el 391 aC.
Aristòtil (384 aC - 322 aC) hi va estudiar durant vint anys (del 367 aC al 347 aC) abans de fundar la seva pròpia escola, aprofitant el Liceu, que ja existia.
L'Acadèmia de Plató perdurà durant el període hel·lenístic posterior a Alexandre el Gran com una escola escèptica fins que va tancar, després de la mort de Filó de Làrissa, el 83 aC.
Tot i que els filòsofs van seguir ensenyant filosofia platònica a Atenes durant el període de la dominació romana, cal esperar al 410 dC per veure restablerta l'Acadèmia com un centre del neoplatonisme que persistiria fins al 529 dC, quan fou definitivament clausurada per l'emperador Justinià I, com tots els altres centres d'ensenyament no cristians de l'Imperi Romà d'Orient.
El nom "Acadèmia" ha quedat com un nom comú de totes les acadèmies que han existit després, dins i fora de l'àmbit cultural grec.

## El lloc i el nom

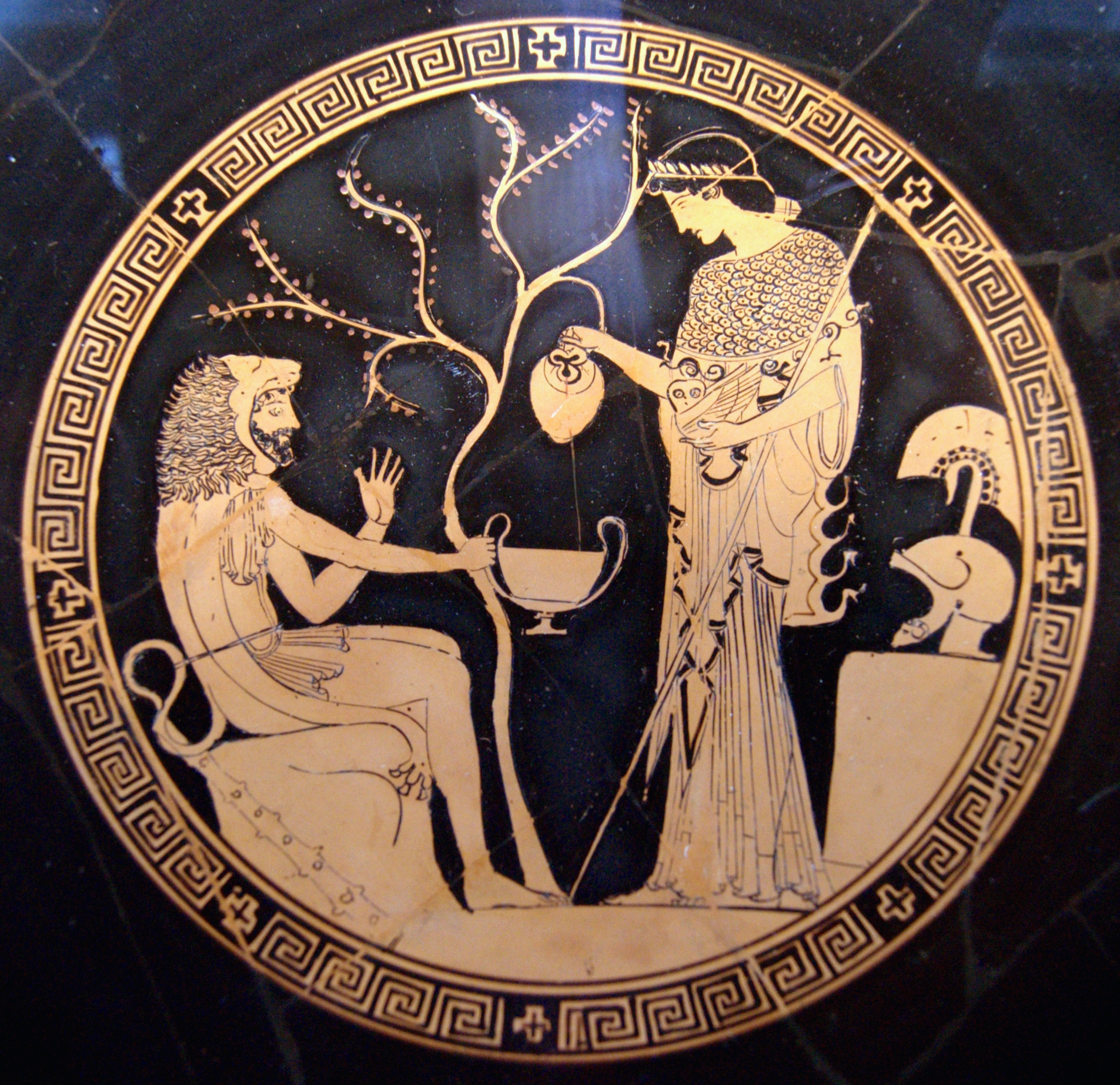
Atena i Hèracles en un kílix àtic de figures vermelles, 480–470 aC.

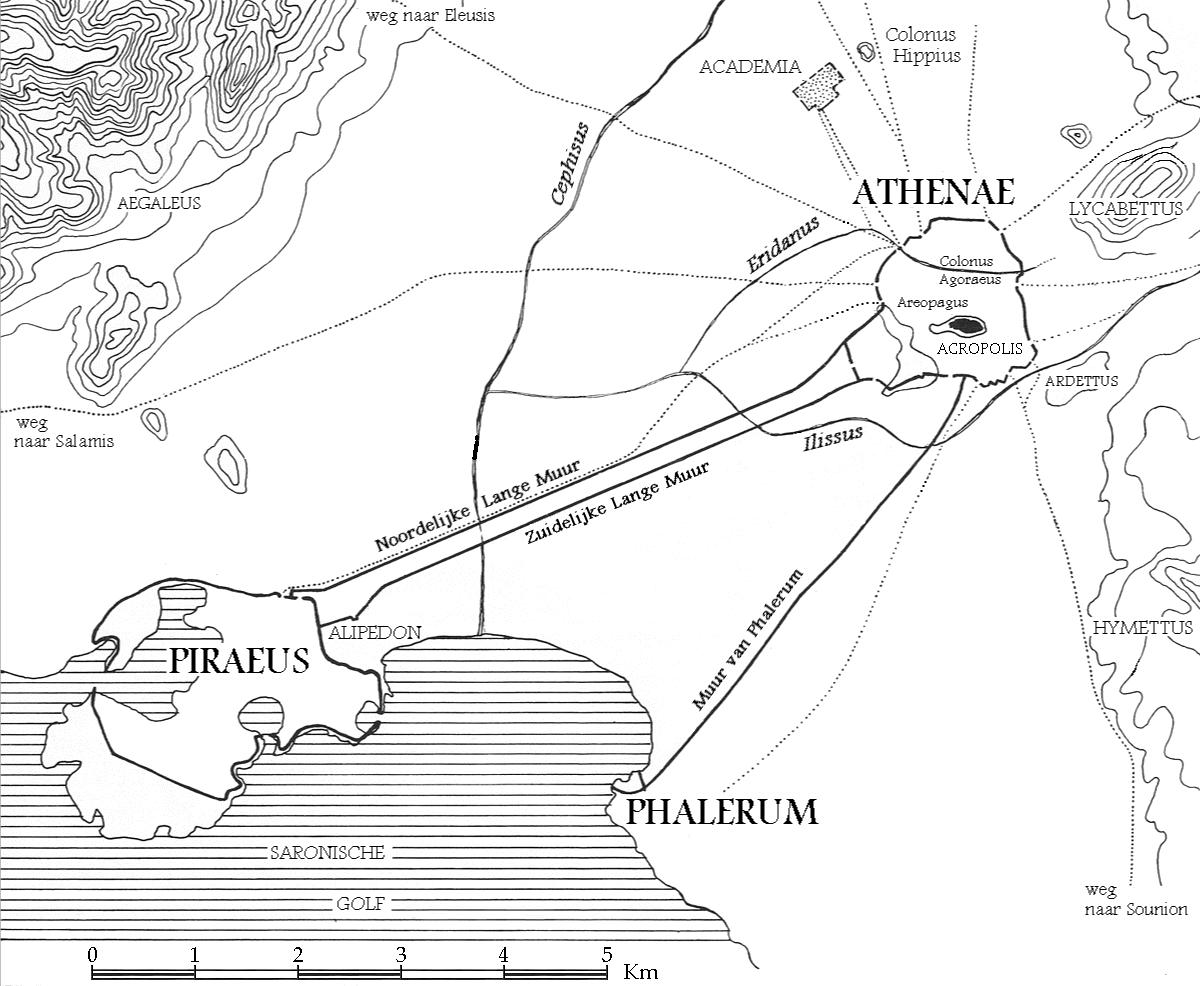
Mapa de l'antiga Atenes. L'Acadèmia és al nord de la ciutat.

Fora muralles de la ciutat d'Atenes, abans que l'Acadèmia fos una escola, i fins i tot abans que Cimó II encerclés el lloc amb un mur, hi havia un oliverar sagrat dedicat a Atena, la deessa de la saviesa,
Inicialment, el lloc es deia Hecadèmeia (Ἑκαδήμεια), i es referia a una antiga tradició (almenys del principi del segle VI aC) sobre el culte a l'heroi atenenc llegendari Academos. D'aquí el nom.
Des de l'edat del bronze, el lloc fou dedicat al culte d'Atena i d'altres immortals, potser també dels Dioscurs, Càstor i Pòl·lux, als quals Academos hauria dit on es trobava la seva germana, Helena de Troia, amagada per Teseu, per tal d'evitar que devastessin tot el país. Pel respecte a aquesta tradició, especialment per la seva relació amb els Dioscurs, és pel que els espartans van respectar aquest indret quan van envair l'Àtica. Menys pietós es va mostrar el general romà Sul·la, que va fer talar les oliveres sagrades d'Atena el 86 aC per construir la maquinària de setge que necessitava per assaltar la ciutat.
Entre les cerimònies religioses que se celebraven a l'Acadèmia, hi havia una cursa nocturna amb torxes, anomenada Prometea, des dels altars de l'interior de la ciutat fins a l'altar de Prometeu, a l'Acadèmia. També s'hi celebraven Jocs Fúnebres, així com una processó dionisíaca des d'Atenes fins a l'Acadèmia i tornar. Tota la carretera estava flanquejada per les tombes de ciutadans atenencs.
Les restes de l'Acadèmia es localitzen a prop d'Hippeios Kolonos, aproximadament a un kilòmetre i mig al nord de la porta Dipilona, al barri del Ceràmic. Foren descobertes i excavades el segle xx, i actualment es poden visitar. El districte es diu Akadimia Platonos pel fet que s'hi han trobat aquestes restes arqueològiques.

## Fundació
Allò que més tard s'anomenaria l'Acadèmia de Plató, probablement es va originar cap a l'època en què aquest heretà una finca agrícola plantada d'oliveres, quan rondava la trentena, i va començar a reunir-hi els seus amics en trobades informals per parlar de temes erudits. Al grup hi havia els matemàtics Teetet d'Atenes, Arquites de Tàrent, Leodamas de Tassos i Neoclides. Espeusip, que era nebot de Plató, "es va unir al grup cap al 390 aC", i "no fou fins que Èudox de Cnidos arribà, a mitjans de la dècada del 380 aC, que Eudem de Rodes reconegué una Acadèmia amb cara i ulls". No hi ha constància històrica del moment exacte de la fundació de l'escola, però actualment hi ha un cert acord en la dècada del 380 aC, potser després del 387 aC, quan se suposa que Plató va tornar del seu primer viatge a Itàlia i Sicília, aproximadament a l'edat de 40 anys. Al principi, les reunions es feien tant a la propietat de Plató com al proper gimnàs de l'Acadèmia, i aquesta fou la tònica durant tot el que quedava del segle iv aC.
Encara que l'Acadèmia fos un club exclusiu, no obert al públic, el cert és que no es pagava res per entrar-hi, si més no en vida de Plató. Per tant, en aquesta època segurament no era pròpiament una escola en el sentit d'una institució amb una distinció clara entre mestres i estudiants, ni amb un currículum formal. Això sí: quedava molt clar qui pertanyia al grup dels membres més vells, que tenien coneixements per ensenyar, i qui al dels joves, que miraven d'aprendre alguna cosa.
També hi ha constància de dues dones que van ser deixebles de Plató a l'Acadèmia: Axiotea de Fliunt i Lastènia de Mantinea. Un papir trobat a Oxirrinc (Egipte) esmenta una dona no identificada que havia estudiat successivament amb Plató, Espeusip i Menèdem d'Erètria. Aquest fragment explica que "en la seva jovenesa, era ben bonica i plena d'una gràcia no gens estudiada". Aquesta noia havia de ser, indubtablement, o bé Axiotea o bé Lastènia. Totes dues procedien del Peloponès. D'Axiotea se sap que havia llegit "La República" de Plató i després havia viatjat a Atenes per assistir a les seves classes, i que ho feia vestida amb robes d'home, mentre que Lastènia sembla que va mantenir una relació de parella amb el seu mestre Espeusip, el nebot de Plató.
Almenys mentre va viure Plató, a l'escola no s'hi va ensenyar una doctrina concreta. Més aviat, Plató (i probablement també altres col·legues seus) proposava problemes perquè els més joves els estudiessin i els resolguessin. Està documentat que s'hi proposaven determinades lectures, principalment "Sobre Déu" de Plató, però el més probable és que l'ús de la dialèctica fos l'exercici més comú. Segons una història del tot impossible de comprovar, datada uns 700 anys després de la creació de l'Acadèmia, sobre l'entrada hi havia inscrita la frase: "Que no hi entri ningú que no sigui geòmetra".
Molts s'han imaginat que el pla d'estudis de l'Acadèmia debia ser força semblant al contingut del llibre VII de "La República", on Plató tracta de la formació dels filòsofs. Altres, en canvi, han argumentat que, com un quadre, ignora els detalls més obvis de la societat ideal imaginada en aquest diàleg. Les matèries d'estudi havien d'incloure, si més no, les matemàtiques i els temes filosòfics dels que tractaven els diàlegs platònics, però no n'hi ha cap prova significativa. En tot cas, sembla clar que l'ensenyament es duia a terme mitjançant diàlegs, debats, discussions i lliçons magistrals, tant de Plató, com dels seus deixebles més avantatjats i de personalitats famoses que passaven per Atenes. Hi ha alguna prova del que avui es podria considerar recerca científica en sentit estricte: Simplici explica que Plató havia proposat als altres acadèmics esbrinar quina és l'explicació més senzilla del que és observable, del moviment irregular dels cossos celestes: "formulant hipòtesis sobre els moviments uniformes i ordenats, és possible salvar les aparences relatives al moviment dels planetes". Segons Simplici, Èudox de Cnidos fou el primer que va treballar en aquest problema.
De l'Acadèmia platònica se sol dir que fou una escola per als futurs polítics del món antic, i que va tenir molts alumnes il·lustres. Una investigació recent, tanmateix, afirma que és difícil saber fins a quin punt l'Acadèmia estava interessada en la política real (és a dir, no en la teoria política), tenint en compte que la major part de les proves més aviat "reflecteix la vella polèmica a favor o en contra de Plató".

## L'Acadèmia després de Plató

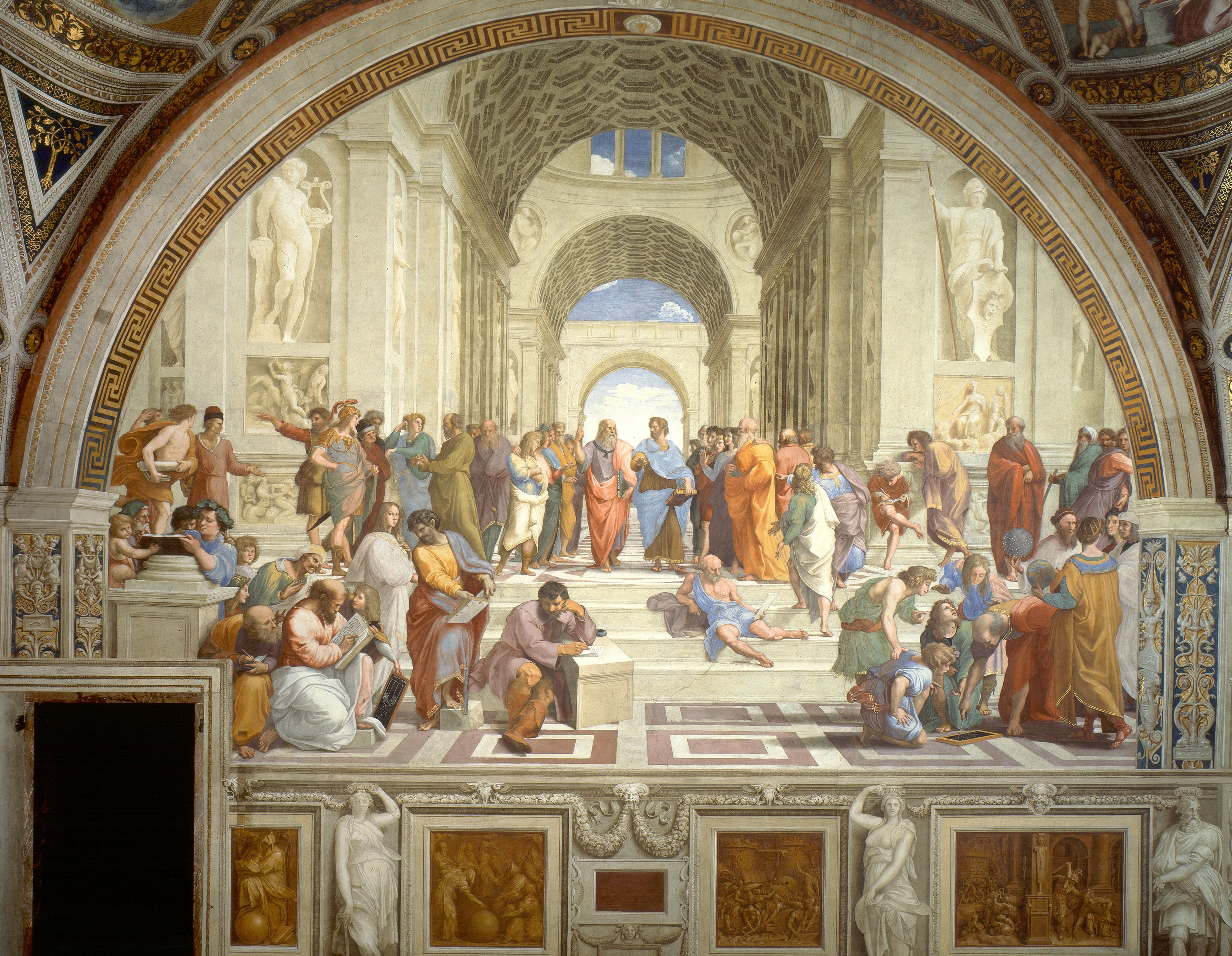
L'escola d'Atenes, fresc pintat al Vaticà el 1509-1510 per Rafael, en el qual representa els principals filòsofs de l'època clàssica.

Diògenes Laerci dividí la història de l'Acadèmia platònica en tres fases: antiga, mitja i nova.

### Acadèmia antiga
Després del fundador i primer "escolarca", Plató, van ocupar el càrrec, successivament, Espeusip (347–339 aC), Xenòcrates de Calcedònia (339–314 aC), el primer que va dividir la filosofia en física, ètica i lògica, Polemó d'Atenes (314–269 aC) i Crates (c. 269–266 aC). Altres acadèmics notables d'aquesta època foren Aristòtil, que després fundaria la seva pròpia escola al Liceu, Èudox de Cnidos i Heràclides Pòntic, grans astrònoms els dos, Felip d'Opus i Cràntor de Soli.

### Acadèmia mitjana
Cap al 266 aC esdevingué escolarca Arcesilau de Pítana, inaugurant una nova etapa del centre. Sota la direcció d'Arcesilau (c. 266–241 aC), l'Acadèmia es va apuntar decididament a l'escepticisme. Arcesilau fou succeït per Lacides (241–215 aC), Evànder de Fòcida i Telecles (conjuntament) (205 – c. 165 aC) i Hegesí de Pèrgam (c. 160 aC).

### Acadèmia nova
Carnèades, el 155 aC, inicià la tercera fase, en la qual l'Acadèmia va romandre majoritàriament escèptica, negant la possibilitat de conèixer la veritat absoluta. Carnèades fou succeït pel cartaginès naturalitzat Clitòmac Àsdrubal (129 – c. 110 aC) i per Filó de Larissa ("l'últim cap no discutit de l'Acadèmia", c. 110–84 aC). Segons Jonathan Barnes, "Sembla que Filó fou el darrer platònic vinculat geogràficament amb l'Acadèmia". Filó també fou l'introductor de l'eclecticisme a l'Acadèmia.
Antíoc d'Ascaló, deixeble de Filó, va començar a ensenyar la seva pròpia versió del platonisme cap a l'any 90 aC. Rebutjà definitivament l'escepticisme i adoptà l'estoïcisme, cosa que donà lloc a una nova fase de l'Acadèmia, coneguda per platonisme mitjà (és a dir, el platonisme renovat fins a l'aparició del neoplatonisme).
Ara bé, Sext Empíric reconegué fins a cinc generacions de seguidors de Plató. Aquest autor coincideix amb Diògenes Laerci en considerar que Arcesilau i Carnèades són els fundadors de la segona i la tercera Acadèmies, respectivament, però considera que Filó de Làrissa i el seu amic romà Càrmides van iniciar la quarta, i Antíoc d'Ascaló la cinquena.
En canvi, Ciceró reconegué tan sols dues Acadèmies platòniques, la vella i la nova, i considerà Arcesilau l'iniciador de la nova.

## La destrucció de l'Acadèmia

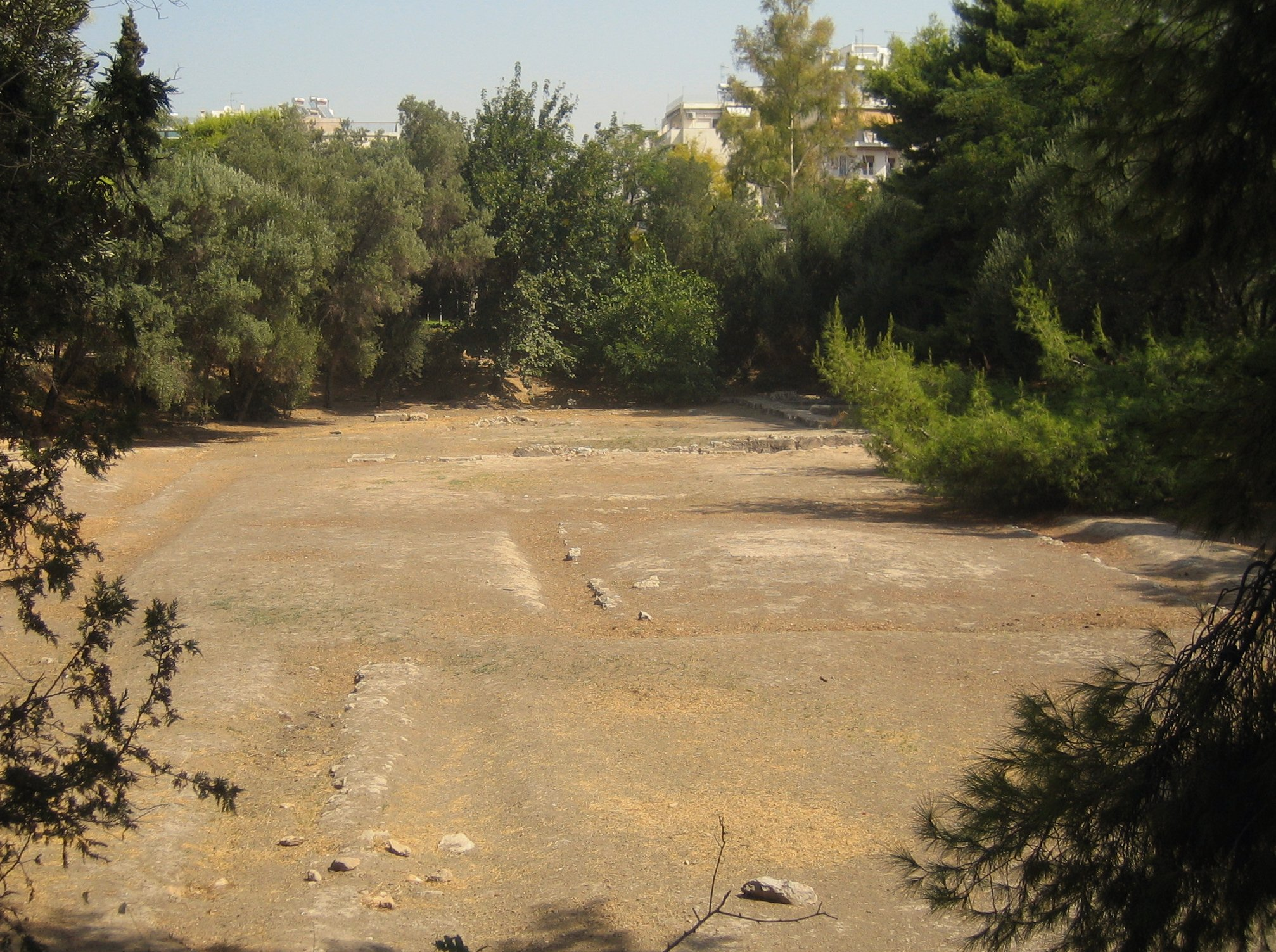
Restes arqueològiques de l'Acadèmia de Plató.

Quan va esclatar la primera guerra mitridàtica, el 88 aC, l'escolarca Filó de Làrissa marxà d'Atenes i es refugià a Roma, on sembla que romangué fins a la seva mort. El 86 aC, Luci Corneli Sul·la assetjà Atenes i la conquerí, causant-hi una gran destrucció. Durant el setge, Sul·la necessitava molta fusta per construir maquinària de setge, de manera que "es va apoderar de les arbredes sagrades i va devastar l'Acadèmia, que era el més boscós dels suburbis de la ciutat, així com el Liceu".
La destrucció sembla que fou tant severa que va fer del tot impossible reconstruir-la i tornar-la a obrir. Quan l'escolarca Antíoc d'Ascaló tornà a Atenes des d'Alexandria, cap al 84 aC, va reprendre les seves classes, però no a l'indret de l'antiga Acadèmia. Ciceró, que fou el seu deixeble el 79/78 aC, explica que Antíoc ensenyava en un gimnàs anomenat Ptolemeu. Segons Sext Empíric, així es va iniciar la cinquena Acadèmia. Ciceró també descriu una visita al lloc on hi havia hagut l'Acadèmia una tarda, i diu que era "silenciós i desert a aquesta hora del dia".

## L'Acadèmia neoplatònica

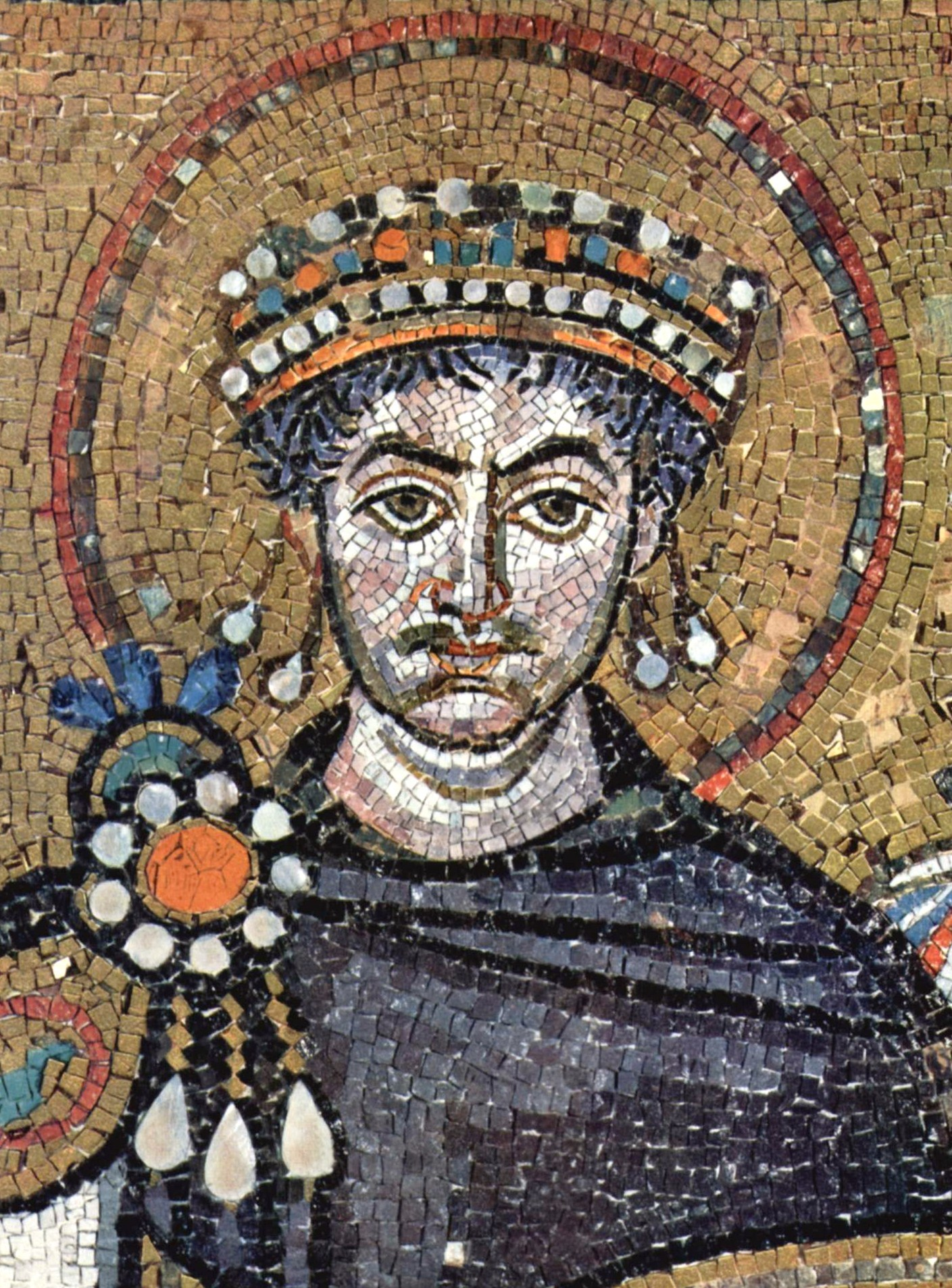
L'emperador Justinià I, que clausurà l'Acadèmia el 529 dC perquè era un focus d'hel·lenisme.

Els filòsofs van seguir ensenyant la doctrina platònica a Atenes sota l'dominació romana, però calgué esperar fins cap a l'any 410 dC per veure reconstituïda l'Acadèmia sota l'impuls d'un grup de neoplatònics. Els orígens de l'ensenyament neoplatònic a Atenes són prou incerts, però quan Procle arribà a la ciutat poc després del 430 dC, ja hi trobà Plutarc d'Atenes i el seu col·lega Sirià d'Alexandria ensenyant en una Acadèmia. Els neoplatònics atenencs es consideraven "successors" (diadochoi) de Plató, i parlaven d'una tradició ininterrompuda des del mestre fins a ells, si bé no tenien, de fet, cap continuïtat real ni geogràfica, ni institucional, ni econòmica ni personal amb l'Acadèmia original. Sembla que l'escola neoplatònica funcionava com una fundació privada en un gran edifici que Procle hauria potser heretat de Plutarc i Sirià. El període de més gran esplendor d'aquesta institució fou durant el mandat de Procle (mort el 485 dC). Els escolarques successius foren el palestí Marí de Flàvia Neàpolis, l'egipci Isidor d'Alexandria i, finalment, el sirià Damasci.
Els darrers filòsofs "grecs" de l'Acadèmia reviscolada en el segle vi van confluir a Atenes des de diversos llocs del món hel·lenístic i suggereixen l'ampli sincretisme d'aquesta cultura comuna. Concretament, cinc dels set filòsofs de l'Acadèmia mencionats per l'historiador Agàties eren d'origen siríac: Hèrmies i Diògenes d'Abila (ambdós de Fenícia), Isidor de Gaza (potser espòs de la matemàtica alexandrina Hipàcia), Damasci, de Síria, i Iàmblic de Calcis, de Celesíria. I potser fins i tot Simplici de Cilícia.
L'emperador cristià Justinià I sembla que clausurà l'escola el 529 dC pel fet que era un focus d'hel·lenisme, tot i que darrerament s'ha posat en dubte aquest fet. En tot cas, el darrer escolarca de l'Acadèmia neoplatònica d'Atenes fou Damasci, que morí el 540 dC.

## Després de l'Acadèmia
Segons l'únic testimoni que ha quedat, l'historiador Agàties, els acadèmics que quedaven van anar a refugiar-se a la cort del rei Còsroes I, a la capital de l'Imperi Sassànida, Ctesifont, carregats amb valuosos rotlles sobretot de literatura i filosofia, i, en menor quantitat, de ciència. La seva seguretat personal va quedar garantida l'any 532 mercès a un tractat de pau entre Pèrsia i l'Imperi Romà d'Orient (i això podria ser el document més antic sobre llibertat religiosa).
S'ha especulat sobre la possibilitat que l'Acadèmia no hagués desaparegut del tot, si més no fins molt de temps després. Quan es va exiliar, Simplici (i potser alguns altres també), podria haver viatjat fins a Haran, a prop d'Edessa, a Mesopotàmia, on ja hi havia una acadèmia nestoriana. Aquí, una Acadèmia neoplatònica a l'exili podria haver perviscut potser fins al segle ix, és a dir, prou temps per poder contribuir al renaixement àrab de la tradició dels comentaris neoplatònics, a Bagdad.
De fet, una de les primeres acadèmies creades a Orient, el segle vii, fou l'Acadèmia de Gundixapur, a la Pèrsia sassànida. El 489, el centre científic i teològic dels cristians nestorians a Edessa fou tancat per l'emperador romà d'Orient Zenó, ja que el nestorianisme era una heretgia, i es va traslladar a la que fou anomenada escola de Nísibis, i després va passar a Gundixapur, on els erudits musulmans, junt als filòsofs pagans desterrats d'Atenes per Justinià I el 529, van fer recerques importants en medicina, matemàtiques i astronomia.